# Ефимовы (дворянский род)
Ефимовы — древний русский дворянский род.
Род внесён в родословные книги: Смоленской, Уфимской губерний, а также значится в списке дворянских фамилий Области Войска Донского.

## История рода
Опричниками Ивана Грозного числились: Богдан, Богдан, Иван, Карп, Тимофей, Якуш, Кубас Игнатьевич Ефимовы (1573). Константин Иванович владел поместьем в Епифанском уезде, а Фёдор Черняев с сыном Андреем владели поместьем в Ряжском уезде (1591). Гордей Онаньевич, Онашка Данилович, Севастьян и Иван Трофимовичи владели поместьями в Орловском уезде (1593).
Агап Иванович владел поместьем в Чернском уезде (1680), а Иван Ефимов владел вотчинами в Серпейском и Кашинском уездах (1669).
В XVII столетии Ефимовы владели также поместьями в Торопецком и Короченском уездах.

## Описание гербов

#### Герб. ДС Часть XVIII. № 24.
Герб Фёдора и Михаила Ефимовых: в голубом щите серебряная зубчатая стена с красными швами. Из нее взлетает золотой орёл вправо с красными глазами и языком. Щит увенчан дворянским коронованным шлемом. Нашлемник: два голубых орлиных крыла, на каждом по серебряной шестиконечной звезде. Намёт: справа голубой, подложен серебром, слева голубой, подложен золотом. Девиз: «СЛУЖУ» серебром по голубому.

#### Проект герба рода дворян Ефимовых.
Герб действительного статского советника Василия Ефимова: щит пересечен зубцом. В верхней, золотой части два чёрных молота в ряд, в нижней червленой части золотой патрон в столб. Щит увенчан дворянским коронованным шлемом. Нашлемник: три страусовых пера, из коих среднее — золотое, правое — чёрное, левое — червлёное. Намёт: справа — чёрный, слева — червлёный с золотом.
Примечание: Действительный Статский Советник Василий Васильевич Ефимов по окончании курса в техническом училище морского ведомства в службу вступил (29 мая 1878), произведен в кондуктора корпуса инженер-механиков (12 апреля 1881), назначен в флотский экипаж (22 апреля 1881), произведен в прапорщики (31 мая 1882), подпоручики (24 марта 1885), перечислен в помощники старших инженер-механиков (22 декабря 1886), переведен в Петроградский Патронный завод артиллерийским чиновником с переименованием в Титулярные Советники (08 июля 1890), со старшинством (с 22 декабря 1886), произведен в Коллежские асессоры (с 1 августа 1893), переведен в Луганский патронный завод (20 апреля 1895), назначен старшим механиком (06 мая 1895), награжден орденом Св. Станислава 3 степени (06 декабря 1895), произведен в Надворные советники (с 25 апреля 1897), награжден орденом Св. Анны 3 степени (06 декабря 1904), произведен в Коллежские советники (с 07 апреля 1905) и Статские Советники (с 7 апреля 1909), награжден орденом Св. Станислава 2 степени (06 декабря 1910), произведен в Действительные Статские Советники (06 декабря 1913) и всегда к службе оказывал усердие и ревность. Определением Департамента Герольдии Правительствующего Сената (11 декабря 1914) означенный Действительный Статский Советник Василий Васильевич Ефимов признан в потомственном дворянстве с правом на внесение в третью часть Дворянской родословной книги.

## Известные представители
- Ефимов Крик (Кирик) Степанович — воевода в Невеле (1616—1617).
- Ефимов Дмитрий — сын боярский по Астрахани (1649).
- Ефимов Богдан — дьяк (1658—1677), воевода в Вологде (1664—1665).
- Ефимов Богдан Демидович — московский дворянин (1678)[2][5][6].